# ジパングあさ6
ジパングあさ6（ジパングあさろく）は日本テレビ系列で放送されていた平日の朝の情報番組である。1992年3月30日から2001年9月28日まで5:59:30 - 7:00(6:59:59)に放送された（2000年10月以降の末期は5:59丁度に開始）。放送期間は9年半で、結果的に後番組の『ズームイン!!SUPER』と同じ期間となった。

## 概要
前身は『ルンルンあさ6生情報』。『ルンルン』は当初、関東ローカルとしてスタートしたものの、年々ネット局数が増加。関東ローカルを前提として作られた番組だったため番組自体が窮屈な進行となっていき、番組内容を抜本的に見直す必要が出てきた。そこで『ルンルン』の後枠で放送された平日の『NNN朝のニュース』を吸収し、「全国ネット向けの内容に刷新」して当番組を開始した。このためネットワークニュース枠も時間枠変更のうえ『NNNニュースジパング』と改題された。
初代メインキャスターには関谷亜矢子と永井美奈子の同期入社のアナウンサー二人、新聞解説には『読売新聞あすの朝刊』や『ルンルンあさ6』などで既にテレビ出演していた中村慶一郎が抜擢された。その後もメインキャスターは日本テレビの若手女性アナウンサーが代々務め、その他のコーナーキャスターも同局アナウンサーやフリーキャスター・リポーターが中心となった。
視聴率は早朝番組としては異例の14%台も記録。開始時刻を早め、いわゆるフライングスタートとなった理由は、6:00:00丁度にニュースを読み出したいためで、他局で同時刻に始まる同種の番組にチャンネルを変えさせない意図があったとされる。初期の番組オープニングも6時丁度に目覚まし時計が鳴る演出がされていた。
番組の後期には、占いキャラクターとしてグッディー&バッディーが登場。占いのコーナーなどに使われた。
オープニングテーマ曲の作曲は宮川泰。このうち1992年 - 1998年に使われた初代のテーマ曲は、約15秒という短さながらCD『宮川泰テレビテーマ・ワールド』（日本コロムビア、2018年8月29日発売）に収録されている。

## シリーズの終焉
当番組は9年にわたり概ね好評であり、番組開始翌年の1993年以降の日本テレビ視聴率3冠王達成の起爆剤の1つにもなった。しかし、視聴率は裏番組の『やじうまワイド』（テレビ朝日）、『めざましテレビ』（フジテレビ）の上昇もあり末期は低下傾向にあった。そうしたことから、後枠の『ズームイン!!朝!』とともに、当時の土屋敏男編成局長指示の下、2001年秋の日本テレビ朝帯大改編に伴い、同年9月28日をもって終了。これにより、1983年5月から始まった『ルンルンあさ6生情報』と合わせた「あさ6」シリーズは18年5か月の歴史に幕を閉じた。同年10月1日からは、後継番組として『ズームイン!! - 』を当番組と『あさ天5』を吸収合併する形で枠大リニューアルさせた『ズームイン!!SUPER』を開始した。番組開始時の放送時間は5:30 - 8:30だった。

## 出演者
メインキャスターは一週間を2人が半分ずつ担当。コーナーの多くを自局のアナウンサーが担当していた。
中村と橋本は解説コーナー「ここがポイント」だけでなく一般紙朝刊紹介も務め、本編のほぼ全体にわたって登場していたが、久保潔就任後は原則として「ここがポイント」専任となった。その後暫く、一般紙朝刊紹介はスポーツ担当アナウンサーが務めることが多かったが、2001年4月以降は報道局の呉文彦が「政治キャスター」の肩書きで朝刊紹介を務めていた。

### 司会者
| 期間                                                             | 期間      | メインキャスター | メインキャスター | メインキャスター | メインキャスター | メインキャスター | コメンテーター      |
| 期間                                                             | 期間      | 月曜日           | 火曜日           | 水曜日           | 木曜日           | 金曜日           | コメンテーター      |
| ---------------------------------------------------------------- | --------- | ---------------- | ---------------- | ---------------- | ---------------- | ---------------- | ------------------- |
| 1992.3.30                                                        | 1994.4.1  | 関谷亜矢子1      | 関谷亜矢子1      | 関谷亜矢子1      | 永井美奈子2      | 永井美奈子2      | 中村慶一郎          |
| 1994.4.4                                                         | 1995.9.29 | 永井美奈子2      | 永井美奈子2      | 松本志のぶ1      | 松本志のぶ1      | 永井美奈子2      | 中村慶一郎          |
| 1995.10.2                                                        | 1996.9.30 | 永井美奈子2      | 角田久美子       | 角田久美子       | 角田久美子       | 永井美奈子2      | 中村慶一郎          |
| 1996.10.1                                                        | 1997.3.28 | 角田久美子       | 角田久美子       | 角田久美子       | 山王丸和恵       | 山王丸和恵       | 中村慶一郎          |
| 1997.3.31                                                        | 1998.3.27 | 山王丸和恵       | 山王丸和恵       | 山王丸和恵       | 角田久美子       | 角田久美子       | 中村慶一郎          |
| 1998.3.30                                                        | 1999.3.26 | 山王丸和恵       | 山王丸和恵       | 山王丸和恵       | 魚住りえ         | 魚住りえ         | 中村慶一郎          |
| 1999.3.29                                                        | 1999.6.25 | 山王丸和恵       | 山王丸和恵       | 山王丸和恵       | 魚住りえ         | 魚住りえ         | 中村慶一郎 橋本五郎 |
| 1999.6.28                                                        | 2000.3.31 | 山王丸和恵       | 山王丸和恵       | 山王丸和恵       | 魚住りえ         | 魚住りえ         | 橋本五郎            |
| 2000.4.3                                                         | 2001.2.2  | 馬場典子         | 馬場典子         | 魚住りえ         | 魚住りえ         | 魚住りえ         | 橋本五郎            |
| 2001.2.5                                                         | 2001.3.30 | 馬場典子         | 馬場典子         | 魚住りえ         | 魚住りえ         | 魚住りえ         | 久保潔              |
| 2001.4.2                                                         | 2001.9.28 | 魚住りえ         | 魚住りえ         | 魚住りえ         | 魚住りえ         | 魚住りえ         | 久保潔              |
| - 1 『独占!!スポーツ情報』と兼務。 - 2 『THE・サンデー』と兼務。 |           |                  |                  |                  |                  |                  |                     |

### お天気キャスター
主に駆け出しの女性アナウンサーが担当していたが、一時は寺島淳司、長谷川憲司といった男性アナウンサーが担当していたこともあった。また、藤井と矢島は「○○生活研究室」と兼務していた。◎は後にメインキャスターに就任したアナウンサー。
- 加藤ゆずか
- 角田久美子◎
- 魚住りえ◎
- 清原久美子
- 藤井恒久
- 矢島学
- 寺島淳司
- 長谷川憲司
- 馬場典子◎（1998年6月 - 1999年9月）
- 柴田倫世（1998年10月 - 2000年9月）
- 山本真純（1999年10月 - 2001年3月、2001年4月以降はスポーツ紙紹介コーナー担当に変更）
- 小野寺麻衣（2000年10月 - 2001年3月、お天気降板後もリポーターとして随時出演）
- 斉藤まりあ（2001年4月 - 2001年9月、『ズームイン!!朝!』と兼任）

ちなみに柴田倫世の担当最終日は、松坂大輔との交際が週刊誌およびスポーツ紙で報じられたその日であった（後に結婚）。

### スポーツキャスター
基本的にスポーツ実況担当の男性アナウンサーが歴任していたが、初期には報知新聞社の柏英樹記者（当時）もキャスターを務めていた。
- 若林健治
- 増田隆生（初期、スポーツコーナー降板後もグルメ情報を担当していた時期があった）
- 金子茂（ - 1998年3月）
- 今井伊佐男（ - 1998年10月）
- 平川健太郎（ - 1999年9月）
- 多昌博志（1998年4月 - 2000年11月）
- 村山喜彦（1998年11月 - 2001年9月）
- 河村亮（1999年10月 - 2001年9月）
- 鈴木健（2000年11月 - 2001年3月）
- 蛯原哲（2001年4月 - 2001年9月）

### ○○生活研究室→ジパング総研
「○○」の中には担当アナウンサーの苗字が入る。
- 初代：藤井恒久（天気コーナーと兼務）
- 2代目：矢島学（天気コーナーと兼務）
- 3代目：後藤俊哉（1998年9月 - 1999年12月）
- 4代目：町田浩徳（1999年12月 - 2000年12月、2001年以降はスポーツ紙紹介コーナー担当に変更）

### スポイチパッと読み
番組末期には6時台前半にもスポーツ紙の紹介コーナーが新設された。
| 期間     | 期間      | 男性              | 女性     |
| -------- | --------- | ----------------- | -------- |
| 2001.1.4 | 2001.3.30 | 菅谷大介 町田浩徳 | （不在） |
| 2001.4.2 | 2001.9.28 | 町田浩徳          | 山本真純 |

### 芸能情報
主に若手の男性アナウンサーが担当。後期はあさ天5の新聞紹介コーナーも兼務している。
- 菅谷大介（1998年4月 - 1999年10月、後にスポーツ紙紹介コーナー担当として復帰）
- 町田浩徳（1998年8月 - 2000年4月、1999年12月より生活研究室のコーナーも兼任）
- 新谷保志（1999年10月 - 2001年9月）
- 高橋雄一（2000年4月 - 2001年9月）

### リポーター
特集コーナー「アングル」や曜日コーナーなどを担当。こちらはフリーのキャスターおよびリポーターが担当していた。
- 矢野明仁 - 『所さんの目がテン!』で魚住と共演していた。

なお、矢野自身は2012年3月まで『目がテン』に出演した。また、角田も広報担当として『目がテン』のスタッフに名を連ねていた（角田が『目がテン』の広報担当を降りた時期については不明）。
- 今中麻貴
- 長谷川洋子
- 林ゆり - 1994年度は読売テレビのローカルコーナーでキャスターを担当。1995年1月17日の阪神・淡路大震災の際には、本番前の打ち合わせ・リハーサル中に地震に遭遇した。ローカルコーナーから降りた後、全国パートのリポーターを務めていた。
- 清原久美子 - 番組開始時はテレビ金沢のアナウンサーで、ローカルコーナーのキャスターを担当。1994年にフリーへ転向してからは全国パートのリポーターを務めていた。

## 主なコーナー
- けさのヘッドライン - オープニングのニュースコーナー。コメンテーター（中村・橋本・呉）による新聞紹介もこのコーナーの一部。
- スポーツヘッドライン
- NNNニュースジパング - 報道局主体のニュースコーナーで、全国ネット。
- ○○のここがポイント - コメンテーター（中村・橋本・久保）がニュースを1項目解説する。
- スポーツジパング・スポーツ631
- 難問奇問の探偵団
- 体が一番
- 今が旬!
- 東京の名店100選
- 家庭科大王
- ニュースバザール
- 勘定奉行→日刊勘定奉行
- 社会科見学
- 心理分析官
- アングル
- ○○生活研究室 → ジパング総研 - 生活に役立つ情報を伝える。「○○生活研究室」時代は週3日の放送だったが、町田アナ担当時代の2000年4月よりジパング総研に改題され週5回となった。それ以降の町田アナの担当は週前半のみとなっており、週後半の担当リポーターは日替わりとなった。
- ヘッドラインフラッシュ（NNNニュースジパング担当の記者と共に進行）キャッチ：「お出かけ前3分間で最新のニュースがわかるヘッドラインフラッシュ○○記者です」
- けさの三面記事-朝刊紹介。初期はコーナーBGMにカシオペアの「ゴールデンアイランド」が使用されていた。
- おでかけ天気 - 気象予報士（『あさ天5』と同じ気象予報士が担当）が詳しく天気を伝える。
- 流行ものランキング
- 今どきトレンド本舗
- マガジンラック（今日発売の雑誌をざっくり紹介するコーナー）
- マキシンおばさんの今日の占い

## ネット局
- 最終回時点。
- ○印…同時フルネット
- △印…部分ネット
- ▲印…部分ネット（「NNNニュースジパング」のみ放送。「ジパングあさ6」としては非ネット。）

| 放送対象地域  | 放送局                    | 系列                          | ネット状況 | 備考                    |
| ------------- | ------------------------- | ----------------------------- | ---------- | ----------------------- |
| 関東広域圏    | 日本テレビ（NTV）         | 日本テレビ系列                | ○          | 制作局                  |
| 北海道        | 札幌テレビ（STV）         | 日本テレビ系列                | ▲          | [ 注釈 1 ]              |
| 青森県        | 青森放送（RAB）           | 日本テレビ系列                | ○          |                         |
| 岩手県        | テレビ岩手（TVI）         | 日本テレビ系列                | ○          |                         |
| 宮城県        | ミヤギテレビ（MMT）       | 日本テレビ系列                | ▲          | [ 注釈 2 ]              |
| 秋田県        | 秋田放送（ABS）           | 日本テレビ系列                | ○          | [ 注釈 3 ]              |
| 山形県        | 山形放送（YBC）           | 日本テレビ系列                | △          | [ 注釈 4 ]              |
| 福島県        | 福島中央テレビ（FCT）     | 日本テレビ系列                | ○          |                         |
| 山梨県        | 山梨放送（YBS）           | 日本テレビ系列                | △          | [ 注釈 5 ]              |
| 新潟県        | テレビ新潟（TeNY）        | 日本テレビ系列                | ○          |                         |
| 長野県        | テレビ信州（TSB）         | 日本テレビ系列                | ○          | [ 注釈 6 ] [ 注釈 7 ]   |
| 静岡県        | 静岡第一テレビ（SDT）     | 日本テレビ系列                | △          | [ 注釈 8 ]              |
| 富山県        | 北日本放送（KNB）         | 日本テレビ系列                | ○          | [ 注釈 9 ]              |
| 石川県        | テレビ金沢（KTK）         | 日本テレビ系列                | ○          | [ 注釈 10 ]             |
| 福井県        | 福井放送（FBC）           | 日本テレビ系列 テレビ朝日系列 | ○          | [ 注釈 11 ]             |
| 中京広域圏    | 中京テレビ（CTV）         | 日本テレビ系列                | ▲          | [ 注釈 12 ]             |
| 近畿広域圏    | 読売テレビ（ytv）         | 日本テレビ系列                | ▲          | [ 注釈 13 ] [ 注釈 14 ] |
| 鳥取県 島根県 | 日本海テレビ（NKT）       | 日本テレビ系列                | ○          |                         |
| 広島県        | 広島テレビ（HTV）         | 日本テレビ系列                | ○          |                         |
| 山口県        | 山口放送（KRY）           | 日本テレビ系列                | △          | [ 注釈 15 ]             |
| 徳島県        | 四国放送（JRT）           | 日本テレビ系列                | ▲          | [ 注釈 16 ]             |
| 香川県 岡山県 | 西日本放送（RNC）         | 日本テレビ系列                | ○          |                         |
| 愛媛県        | 南海放送（RNB）           | 日本テレビ系列                | ○          | [ 注釈 17 ]             |
| 高知県        | 高知放送（RKC）           | 日本テレビ系列                | ○          |                         |
| 福岡県        | 福岡放送（FBS）           | 日本テレビ系列                | ▲          | [ 注釈 18 ]             |
| 長崎県        | 長崎国際テレビ（NIB）     | 日本テレビ系列                | ○          |                         |
| 熊本県        | くまもと県民テレビ（KKT） | 日本テレビ系列                | ○          |                         |
| 大分県        | テレビ大分（TOS）         | 日本テレビ系列 フジテレビ系列 | ○          |                         |
| 鹿児島県      | 鹿児島読売テレビ（KYT）   | 日本テレビ系列                | ○          | [ 注釈 19 ] [ 注釈 20 ] |

△や▲の系列局でも年末年始のみ○になる系列局もあった。

## 備考・エピソード
- 日本テレビでは5時59分スタートであったが、ネット局の中には6時スタートの局もあった。
- 番組のオープニングは5時59分30秒にマイスタジオ前の外で26秒間行い、6時00分10秒までに14秒間でマイスタジオ内にダッシュで戻る形式を取っており、それ故アナウンサーがフライングしたり、移動にもたついて出だしが遅れたりするといった（角田はコンタクトレンズを落としたことがあった）生放送ならではの珍事も度々起きた。通常、オープニングCGバックでは天カメや中継カメラの映像を使用していたが、前述の通り時折オープニングバックでアナウンサーがダッシュする様子がそのまま放送されていた。また、マイスタジオ拡張工事後はキャスター席が奥へ移され（旧キャスター席はニュースジパング専用コーナーとなった）走る距離が延びた[6]。
- 1993年3月15日、東京都豊島区にある本宮石鹸工業所の工場内で石鹸製造の取材を行っていた関谷を含めたスタッフ6人が爆発事故に巻き込まれ、打撲や火傷などの軽傷を負い、直後の火災で工場と隣接していた社長宅が全焼し近隣の住宅3棟の一部を焼く騒ぎとなった[7]。幸いにもこの事故による死者・重傷者は1人も出なかった。関谷は翌日の放送に出演したものの、焦がした髪をカットしたためヘアスタイルが大きく変わってしまった。その日の同番組コーナー「けさのヘッドライン」の中でもトップ項目として取り上げ、爆発前の取材の様子や消火活動と火傷した箇所を冷やす応急処置を受けるスタッフをカメラが捉えた映像が放送された。さらに石鹸の材料が溢れ出して間もなく爆発する瞬間、燃え盛る火の中で関谷とスタッフが工場の外へ逃げる一部始終がノーカット・編集無しで放送された。
- 『ズームイン!!朝!』とは合同の番宣CMを制作するなど連携制があり、結婚の儀があった1993年6月9日には報道特別番組『NNN皇太子さま・雅子さんご成婚スペシャル 麗しのプリンセス誕生! 14時間テレビ』の第一部として『ジパング』と『ズームイン!!』の合体スペシャルを放送した[8]。また、『ジパング』と『ズームイン!!』での提供クレジットの方式も90年代後半からはアナウンサーによる提供読み上げを廃止しているのも共通している。
- 第五期、角田がMCを担当する日の冒頭で、オープニングタイトル（通常は目覚まし時計OP<<14秒>>）が、誤ってニュースジパングのタイトル（7秒）が流れてしまい、角田の到着していないMC席が先に映ると同時にマイクもオンになってしまう。応急で白塗りの「ジパングあさ6」のタイトルが斜めにズレた状態で入り、通常通りの放送に戻る。重要な番組のCGを差し違えるという前代未聞の放送事故となった[9]。
- 山王丸がMCを担当していた時期、山王丸本人が番組に遅刻した時が一度あり（1998年3月11日）、その時はその後の番組コーナーの打ち合わせをしていた鈴木君枝が代理MCを務めた。過去、鈴木も『ルンルンあさ6生情報』担当時に遅刻をして福留功男に代理MCを務めてもらった経緯があり、代理依頼が来た時はスタッフから「君枝さん、恩返しの時が来ました」と言われ、代理MCを引き受けた[10]。
- 最終回となった2001年9月28日の放送では、番組の歴代MCを務めた7人が全員出演して番組のラストを締め括った。出産が間近に迫っていた永井は当初ビデオメッセージのみの出演予定だったが、打ち上げに顔を出すためだけに日本テレビを訪れた際、スタッフに勧められてそのまま出演する格好となった。又、エンディングでは後継番組『ズームイン!!SUPER』の番組開始時のメインキャスター・福澤朗[注釈 21]が十数秒ほど顔を出し同番組をPR。最後は、魚住が感極まって涙声になりながらも占いをすべて読み上げて終了した[11]。

## スタッフ
- 演出 : 神田博、藤好耕、高田耕作、小山和行、曾根尚
- プロデューサー : 福地聡、古屋和子、菅沼直樹、山口香代、福士睦
- 総監督 : 武井泉
- チーフプロデューサー : 城朋子
- 制作：室川治久
- 制作協力 : 東阪企画、日本テレビビデオ

## 特別番組
- スーパースペシャル'98 所さんの夜もジパング アンタの頭で億万長者 壮絶!涙の研究者列伝
日時：1998年02月28日 土曜19:00 - 20:54
司会：所ジョージ